# Marussia MR03
A Marussia MR03 egy Formula–1-es versenyautó, melyet a Marussia F1 Team versenyeztetett a 2014-es Formula–1 világbajnokság során. Mivel a csapat 2014 novemberében csődeljárás alá került, de új befektetőkkel mint Manor Marussia F1 Team be tudott nevezni a 2015-ös bajnoki idényre is, ezért ennek az autónak az áttervezett változatát használták Marussia MR03B néven.
Ez volt az 1982-es Lotus 91 óta az első Formula–1-es autó, amely Valvoline kenőanyagokat használt, de Shell V-Power üzemanyagot.

## Marussia MR03
A 2014-es évet a csapat Jules Bianchi és Max Chilton segítségével kezdte meg, akik már az előző évben is a csapat pilótái voltak. Az idény elején minden pilótának saját rajtszámot kellett választania: Bianchi a 17-es rajtszámot választotta, miután az általa kiválasztott 7-est, 27-est és 77-est is kiválasztották előtte; Chilton a 4-es számmal versenyzett.
Miután a Cosworth nem gyártott az új, turbóformulának megfelelő motort, így ettől az évtől a Ferrari erőforrásait használták. Ez némi javulással járt együtt a csapat formáját illetően. Bianchi a monacói nagydíjon kilencedik helyen ért célba, amivel megszerezte a csapat első pontjait is. Ám ezután a dolgok tragikus fordulatot vettek. A japán nagydíjon a borzalmas időjárási körülmények közepette Bianchi súlyos sérüléseket szenvedett, amikor a pályáról lecsúszva beleütközött az éppen Adrian Sutil autóját mentő pályadaruba. Emiatt a csapat a következő futamon úgy döntött, hogy csak egy versenyzővel, Chiltonnal állnak ki a soron következő orosz futamon. Eredetileg a csapat tartalék pilótája, Alexander Rossi is rajthoz állt volna, de az ő nevezését visszavonták.
A futamot követően a Marussia csapat ellen csődeljárás indult, amelynek következtében az idény többi versenyén már nem is tudtak rajthoz állni. Az évet így 2 ponttal a bajnoki 9. helyen zárták.

## Marussia MR03B

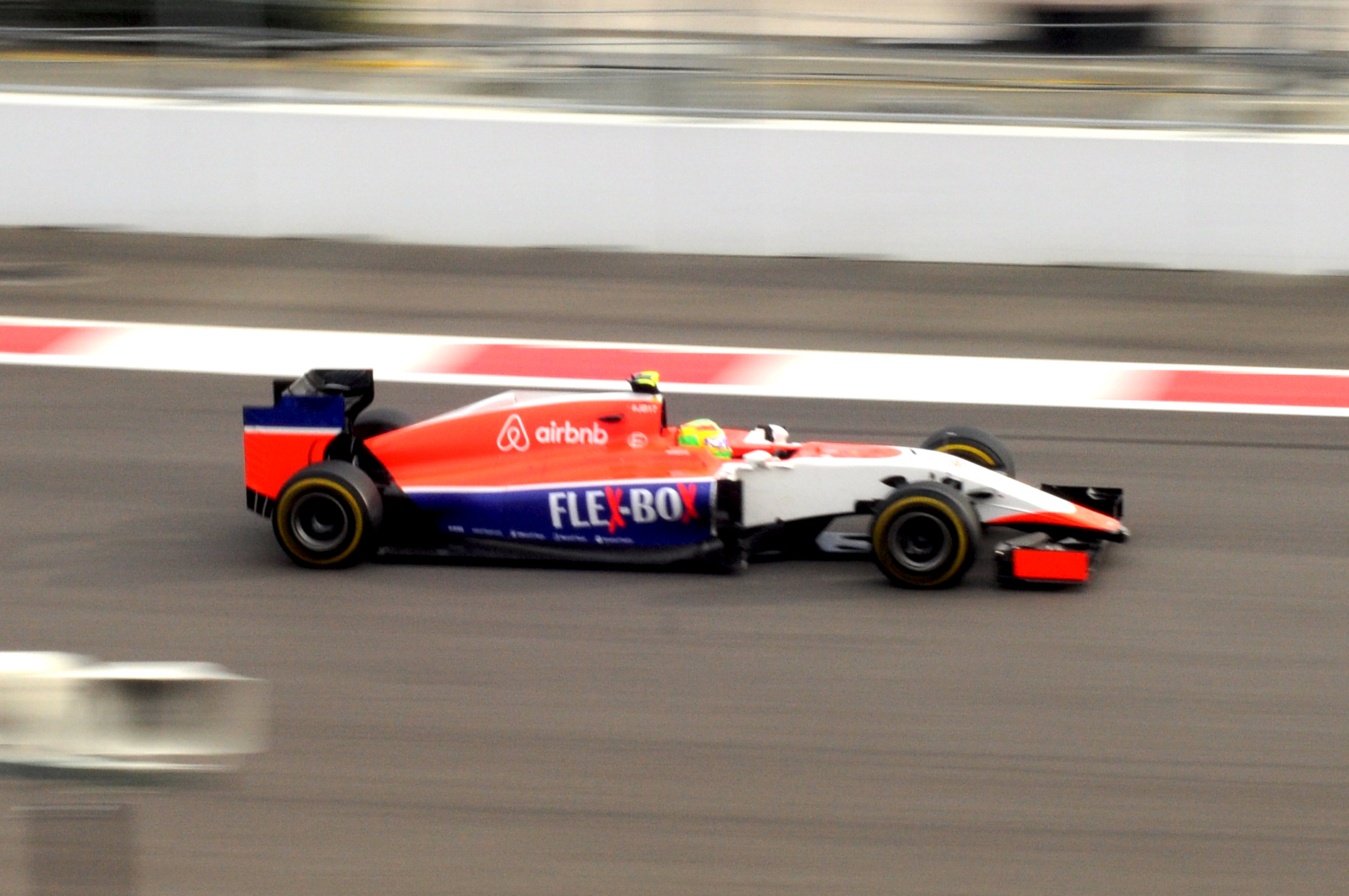
AZ MR03B

A csapat által az előző évben gyűjtött 2 pont értékes volt a lehetséges befektetők számára, mert részesedést jelentett az FIA által szétosztott szponzoti pénzekből. Így a csődeljárás elől megmenekült Marussia 2015-ben is be tudott nevezni, már mint Manor Marussia. 2015 februárjában speciális engedéllyel történt a nevezés, mégpedig azzal, hogy az előző évi autójukat használhatják ugyan, de csak akkor, ha azt átalakítják az új idény szabályainak megfelelően. Tervezték később egy új kasztni bevetését, de erről végül letettek. Az MR03B az elődjétől főként az átalakított orr-részben tér el, illetve a szabályok miatt 11 kilóvel nehezebb is. Mindkét autójukon szerepeltették Bianchi tiszteletére a #JB17 feliratot.
Az évet Will Stevens és Roberto Merhi pilótákkal kezdték meg. Stevens a 28-as rajtszámot választotta, Merhi pedig a 98-ast. Az idény egyáltalán nem indult jól. A késedelmes nevezés miatt ugyanis a szezon eleji teszteket is ki kellett hagyniuk, és ha ez nem lett volna elég, a szezonnyitó ausztrál nagydíjon sem vehettek részt. Ennek az oka az volt, hogy a csapat számítógépeit a Marussia elárverezésekor törölték, amit észre sem vettek, egészen addig, amíg Ausztráliában el nem kezdték összeszerelni az autókat. Az FIA meghallgatásra idézte be őket, ahol tisztázták magukat, és vállalták, hogy a következő futamra megoldják a szoftveres problémáikat. A maláj futamon már el tudtak indulni, de a tetemes hátrány miatt a 107%-os időt sem futották meg az időmérő edzésen, csak külön engedéllyel vehettek részt a versenyen. Stevens végül el sem tudott rajtolni az autó meghibásodása miatt, Merhi pedig a 15. helyen ért célba.
Az év közepétől új szponzorok érkeztek a csapathoz az Airbnb és a Flex-Box személyében, amely az autó festését is megváltoztatta: hangsúlyosabb lett rajta a fehér és felkerült az oldaldobozokra a kék szín is. A brit nagydíjon érdemi fejlesztéseket is kapott az autó. Szingapúrtól kezdődően Merhit leváltották, Alexander Rossi ült be a helyére (aki az 53-as számot választotta, a "Kicsi kocsi" filmek Herbie-je után), ám nem minden futamon: Merhi még az orosz és a szezonzáró abu-dzabi nagydíjakon is részt vehetett. A csapat az idényt nulla ponttal a tizedik helyen zárta.

## Eredmények
(Táblázat értelmezése)

(Félkövér: pole-pozícióból indult; dőlt: leggyorsabb kört futott) 

| Év   | Csapat                 | Kasztni | Motor         | Gumik | Pilóták         | 1          | 2        | 3       | 4       | 5             | 6      | 7      | 8        | 9              | 10           | 11           | 12          | 13          | 14        | 15          | 16          | 17     | 18       | 19                      | Pontok | Helyezés |
| ---- | ---------------------- | ------- | ------------- | ----- | --------------- | ---------- | -------- | ------- | ------- | ------------- | ------ | ------ | -------- | -------------- | ------------ | ------------ | ----------- | ----------- | --------- | ----------- | ----------- | ------ | -------- | ----------------------- | ------ | -------- |
| 2014 | Marussia F1 Team       | MR03    | Ferrari 059/3 | P     |                 | Ausztrália | Malajzia | Bahrein | Kína    | Spanyolország | Monaco | Kanada | Ausztria | Nagy-Britannia | Németország  | Magyarország | Belgium     | Olaszország | Szingapúr | Japán       | Oroszország | USA    | Brazília | Egyesült Arab Emírségek | 2      | 9.       |
| 2014 | Marussia F1 Team       | MR03    | Ferrari 059/3 | P     | Max Chilton     | 13         | 15       | 13      | 19      | 19            | 14     | KI     | 17       | 16             | 17           | 16           | 16          | KI          | 17        | 18          | KI          |        |          |                         | 2      | 9.       |
| 2014 | Marussia F1 Team       | MR03    | Ferrari 059/3 | P     | Jules Bianchi   | NK         | KI       | 16      | 17      | 18            | 9      | KI     | 15       | 14             | 15           | 15           | 18†         | 18          | 16        | 20†         |             |        |          |                         | 2      | 9.       |
| 2015 | Manor Marussia F1 Team | MR03B   | Ferrari 059/3 | P     |                 | Ausztrália | Malajzia | Kína    | Bahrein | Spanyolország | Monaco | Kanada | Ausztria | Nagy-Britannia | Magyarország | Belgium      | Olaszország | Szingapúr   | Japán     | Oroszország | USA         | Mexikó | Brazília | Egyesült Arab Emírségek | 0      | 10.      |
| 2015 | Manor Marussia F1 Team | MR03B   | Ferrari 059/3 | P     | Will Stevens    | NI         | NI       | 15      | 16      | 17            | 17     | 17     | KI       | 13             | 16†          | 16           | 15          | 15          | 19        | 14          | KI          | 16     | 17       | 18                      | 0      | 10.      |
| 2015 | Manor Marussia F1 Team | MR03B   | Ferrari 059/3 | P     | Roberto Merhi   | NI         | 15       | 16      | 17      | 18            | 16     | KI     | 14       | 12             | 15           | 15           | 16          |             |           | 13          |             |        |          | 19                      | 0      | 10.      |
| 2015 | Manor Marussia F1 Team | MR03B   | Ferrari 059/3 | P     | Alexander Rossi |            |          |         |         |               |        |        |          |                |              |              |             | 14          | 18        |             | 12          | 15     | 18       |                         | 0      | 10.      |

Megjegyzés:
- † – Nem fejezte be a futamot, de rangsorolva lett, mert teljesítette a versenytáv 90%-át.
- A 2014-es szezonzáró futamon dupla pontokat osztottak.

## Fordítás
Ez a szócikk részben vagy egészben  a   Marussia MR03 című angol Wikipédia-szócikk ezen változatának fordításán alapul.  Az eredeti cikk szerkesztőit annak laptörténete sorolja fel. Ez a jelzés csupán a megfogalmazás eredetét és a szerzői jogokat jelzi, nem szolgál a cikkben szereplő információk forrásmegjelöléseként.